# Christopher Le Brun
Pour les articles homonymes, voir Le Brun.
Christopher Mark Le Brun, né le 20 décembre 1951 à Portsmouth, est un peintre, graveur et sculpteur britannique. Il est président de la Royal Academy of Arts depuis son élection en 2011 jusqu'en décembre 2019,. Il est fait chevalier lors des distinctions honorifiques du Nouvel An 2021 pour services rendus aux arts.

## Biographie
Christopher Le Brun naît le 20 décembre 1951 à Portsmouth. De 1970 à 1974, il étudie pour le Doctor of Fine Arts (D. F. A.) à la Slade School of Art et pour la maîtrise des arts au Chelsea College of Arts entre 1974 et 1975. Il enseigne et donne des conférences dans des écoles d'art, notamment à Brighton, à la Slade, à Chelsea, à Wimbledon et à la Royal Drawing School. Sa première exposition personnelle a lieu en 1980 à la Nigel Greenwood Gallery et peu de temps après, il participe à des expositions internationales telles que la Biennale de Venise et Zeitgeist au Martin-Gropius-Bau à Berlin. Parmi ses œuvres internationales, citons An International Survey of Recent Painting and Sculpture au Museum of Modern Art de New York en 1984, Avant-garde in the Eighties au Los Angeles County Museum of Art en 1987 et Voix contemporaines au MoMA en 2005.
Il est l'un des cinq artistes présélectionnés pour une commande de sculpture monumentale, le Ebbsfleet Landmark (Ange du Sud) en 2008. En 2011, il est le coordinateur en chef de l'exposition d'été de la Royal Academy. Le 8 décembre 2011, il est élu président de la Royal Academy et interviewé sur son rôle par les Guardian Professional Networks en 2013. Pendant sa présidence, il est étroitement associé au réaménagement le plus important des 250 ans d'histoire de l'académie. Christopher Le Brun démissionne en décembre 2019,. Il vit et travaille à Londres et est marié à l'artiste Charlotte Verity.

## Gravure
Christopher Le Brun est un graveur expérimenté qui travaille l'eau-forte, la lithographie, la gravure sur bois et le monotype. Il collabore à long terme avec Peter Kosowicz et Simon Marsh de l'ancienne Hope Sufferance Press ainsi qu'avec Paupers Press à Londres, Garner et Richard Tullis à Santa Barbara, Michael Woolworth Publications à Paris et Graphic Studio à Dublin. Plus récemment, il travaille avec Paragon Press à Londres, où il est très apprécié.

## Œuvres
- City Wing (2009-2013), 1 050 x 325 x 60 cm, bronze. Une sculpture monumentale installée sur Threadneedle Walk in Bank, à Londres, en 2013[16].
- Un moulage de sa grande sculpture en bronze, Union (Horse with Two Discs) 1999-2000, est acquis et installé à l'entrée du Museum of London en 2005. Il s'agit du premier bronze de grande taille de Christopher Le Brun.

Les publications notables incluent Seven Lithographs (1989), Fifty Etchings (1991), Four Riders (1993), Wagner (1994), Motif Light (1998), Paris Lithographs (2000), Fifty Etchings (2005), Seria Ludo (2015-2016), Composer (2017), Doubles (2018), New Painting (2018).

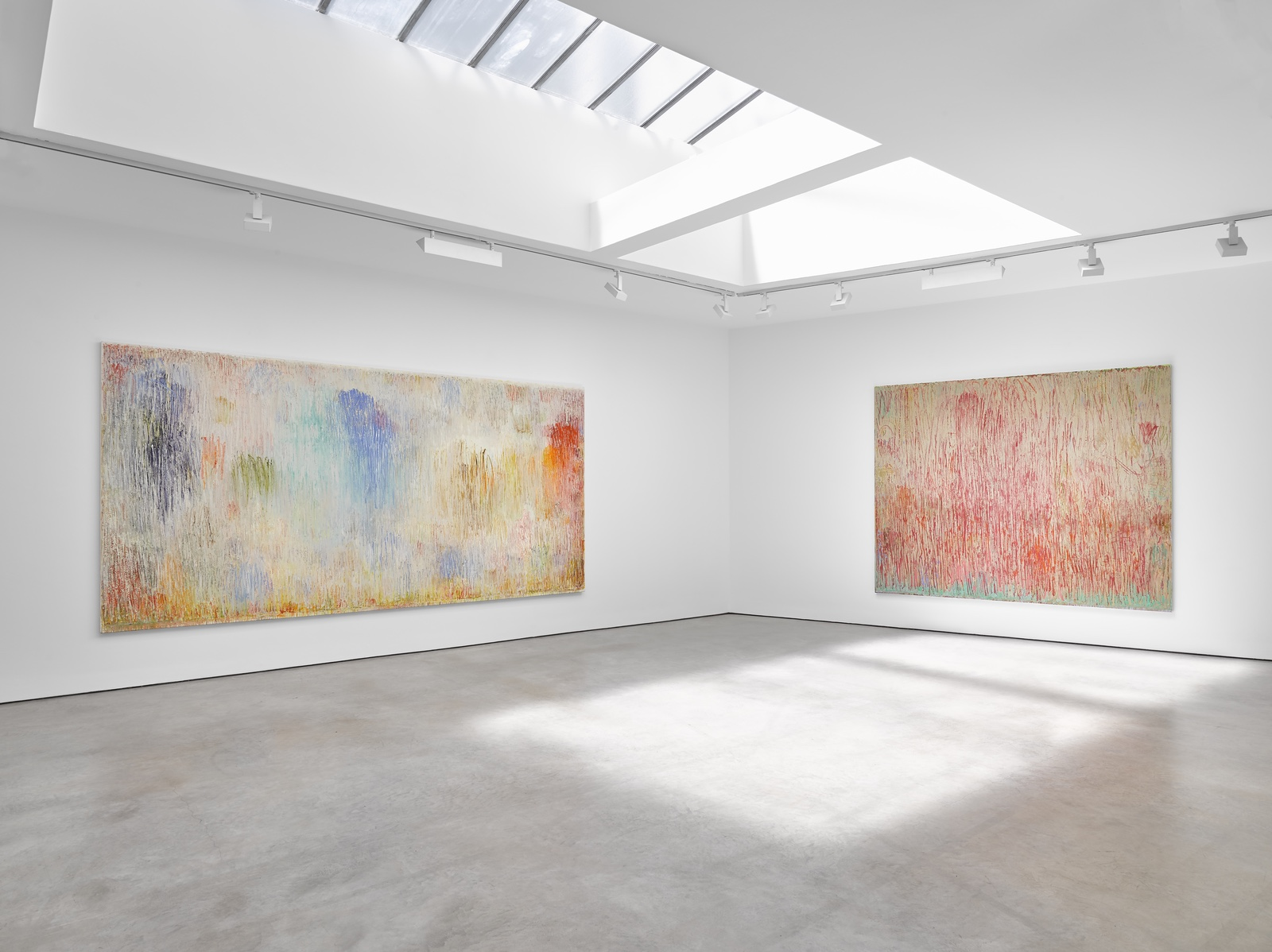
Deux peintures de Christopher Le Brun issues de son exposition New Painting à la Lisson Gallery en 2018.
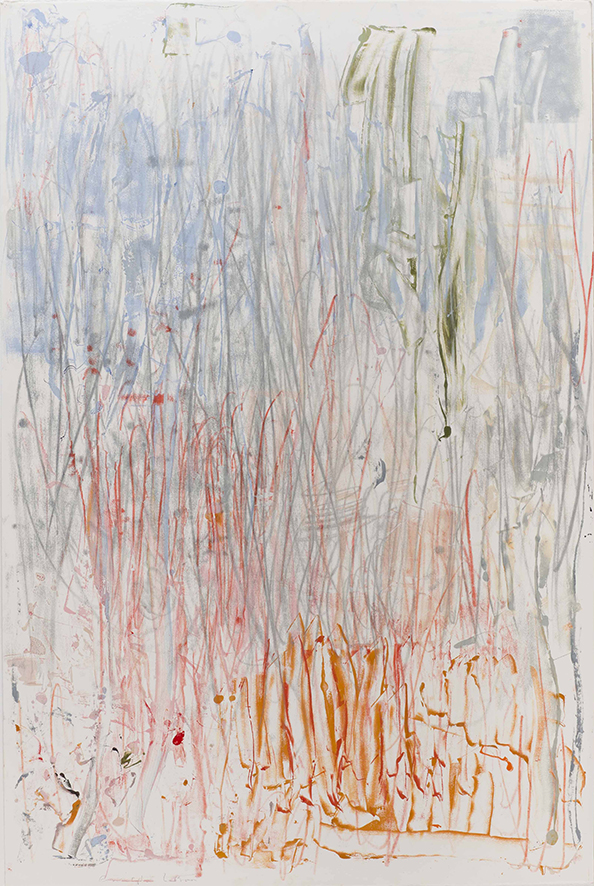
Christopher Le Brun, SL L IX, 2016, monotype, 152 x 103 cm.
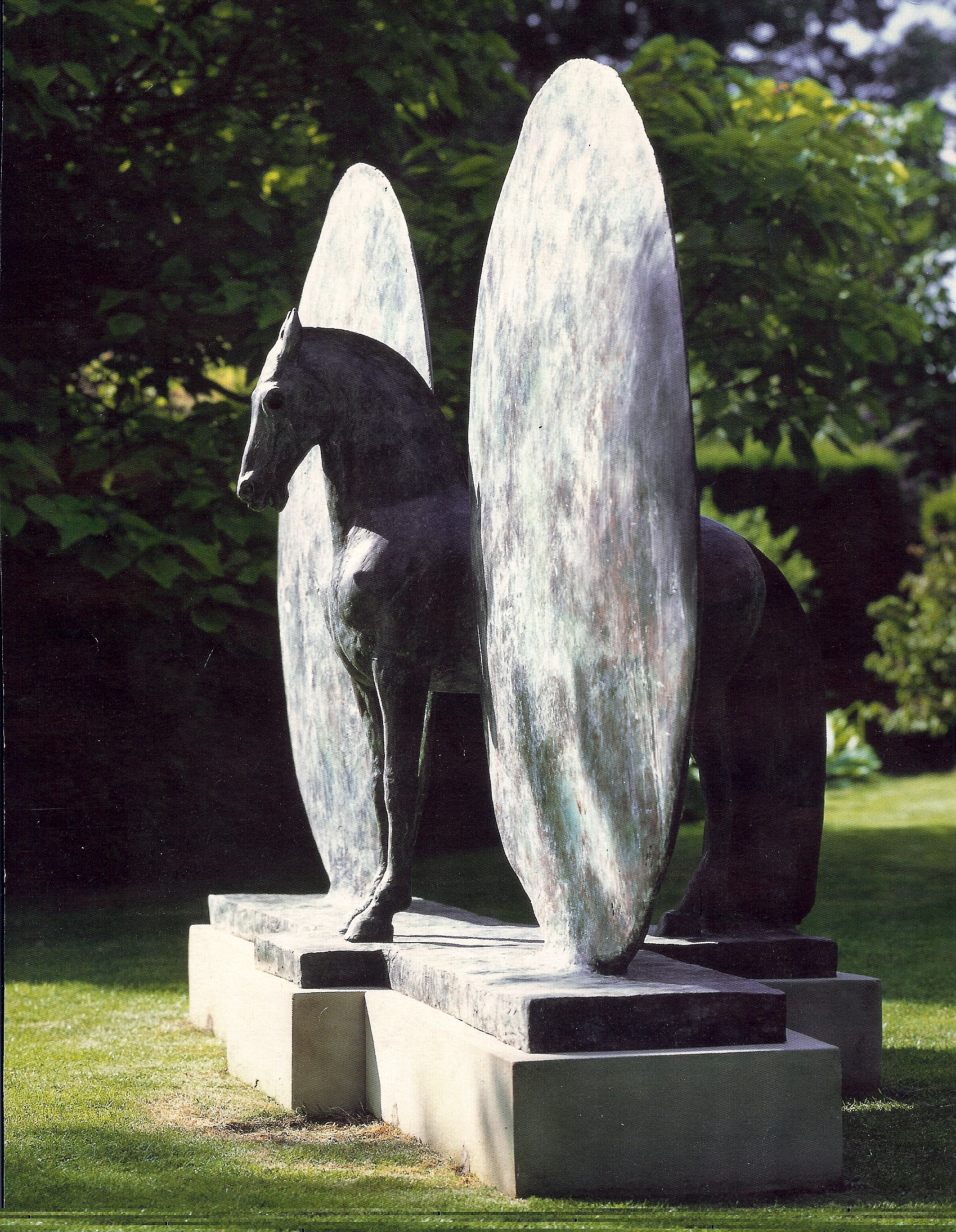
Christopher Le Brun, Union (Cheval à deux disques), 1999-2000, Bronze, 469 x 255 x 158 cm. Installé au New Art Centre, Wiltshire.

## Collections publiques
- Ses œuvres figurent dans les collections de musées, dont le  Museum of Modern Art[26] et le Metropolitan Museum of Art[27], New York ; Centre d'art britannique de Yale[28], New Haven ; Tate[29], le V&A[30] et le British Museum[31], Londres ; et Galerie d'art de Nouvelle-Galles du Sud, Sydney[32].